# Mijaíl Markin
Mijaíl Markin (en ruso: Михаил Александрович Маркин, Moscú, URSS, 16 de noviembre de 1971) es un exfutbolista ruso, jugador de fútbol sala. Formó parte de la selección de fútbol sala de Rusia.

## Palmarés
•	Campeón europeo de fútbol sala 1999
•	Plata en el Campeonato Europeo de fútbol sala 2005
•	Bronce en el Campeonato Europeo de fútbol sala 2001
•	Campeón de Rusia de fútbol sala (7): 1993-94, 1994-95, 1995-96, 1996-97, 1997-98, 1998-99, 1999—2000
•	Copa de Rusia de fútbol sala (6): 1993, 1995, 1996, 1997, 1998, 1999
•	Campeonato de Europa de Clubes  de fútbol sala (3): 1995, 1997, 1999
•	Copa Interontinental de fútbol sala 1997
•	Copa de la Liga Superior 1995

### Distinciones individuales
•	El mejor defensor en el campeonato de Rusia de fútbol sala 2004/05